# Michelangelo Monti
Michelangelo Monti (Genova, 1º settembre 1749 – Palermo, 13 febbraio 1823) è stato un poeta studioso di retorica italiano.

## Biografia
Professore di eloquenza a Ravenna, a Roma e nell'ateneo palermitano. Ligure di nascita. Agostino Gallo, suo discepolo, gli eresse un monumento che si trova nella Chiesa di San Domenico a Palermo.